# Psiathovalva
Psiathovalva là một chi bướm đêm thuộc phân họ Tortricinae của họ Tortricidae.

## Các loài
- Psiathovalva spinacea Razowski, 1994